# Seimtschan
Seimtschan (russisch Сеймча́н) ist eine Siedlung städtischen Typs in der Oblast Magadan (Russland) mit 2153 Einwohnern (Stand 1. Oktober 2021).

## Geographie
Die Siedlung liegt am Nordostrand der Seimtschan-Bujunda-Senke (Seimtschano-Bujundinskaja wpadina), einer ausgedehnten Niederung, die sich am Mittellauf der Kolyma und ihrem rechten Nebenfluss Bujunda zwischen dem Tscherskigebirge, den südöstlichen Ausläufern des Momagebirges und nördlichen Ausläufern des Kolymagebirges erstreckt. Seimtschan befindet sich etwa 380 Kilometer Luftlinie nordnordöstlich des Oblastverwaltungszentrums Magadan am rechten Ufer des gleichnamigen Flusses Seimtschan unweit seiner Mündung von links in die Kolyma.
Seimtschan ist Verwaltungszentrum des Rajons Srednekanski.
1967 wurde im Nordwesten des Gebietes in einem Zufluss des linken Kolyma-Nebenflusses Jassatschnaja ein Meteorit gefunden, der nach Ort und Fluss Seimtschan die Bezeichnung Seymchan (gemäß der englischen Transkription) erhielt.

## Geschichte
Die Ortschaft wurde gegen Ende des 17. Jahrhunderts von Jakuten gegründet. Ihr heutiger Name ist vom jakutischen Wort chejymtschen für Polynja abgeleitet. Später wurde eine Kirche errichtet, und im 19. Jahrhundert der Handelsweg von der Küste des Ochotskischen Meeres zur Kolyma, der Ola-Kolyma-Trakt, durch den Ort geführt.
Die wirtschaftliche Erschließung des Gebietes wurde mit der Eröffnung der ersten Goldbergwerke 1931, der Entdeckung und späteren Nutzung der Braunkohlelagerstätte Elgen 1932, von Zinnvorkommen 1937 und Cobalterzen zu Beginn der 1940er-Jahre aufgenommen. Die Errichtung der heutigen Siedlung Seimtschan begann 1940. Im Zweiten Weltkrieg entstand dort ein Flugplatz, der der Überführung von im Rahmen des Lend-Lease-Programmes von den Vereinigten Staaten an die Sowjetunion gelieferten Flugzeugen diente. Auf dem Weg von Alaska war Seimtschan Station zwischen den benachbarten Etappenzielen Syrjanka weiter unterhalb an der Kolyma und Oimjakon in Ostjakutien.
Von 1949 bis 1955 befand sich in Nischni Seimtschan (zuletzt Ortsteil Kolymskoje, wenige Kilometer südlich des Zentrums direkt an der Kolyma, 2005 aufgegeben) die Verwaltung des Südwestlichen Straflagers (JusLag) der Dalstroi-Verwaltung im System der Gulag mit bis zu 5700 Häftlingen, die im Zinn- und Goldbergbau sowie der Bau- und Forstwirtschaft eingesetzt wurden.
1953 wurde der Status einer Siedlung städtischen Typs verliehen.

### Bevölkerungsentwicklung
| Jahr | Einwohner |
| ---- | --------- |
| 1939 | 279       |
| 1959 | 4087      |
| 1970 | 6786      |
| 1979 | 8234      |
| 1989 | 9963      |
| 2002 | 3725      |
| 2010 | 2818      |
| 2021 | 2153      |

Anmerkung: Volkszählungsdaten

## Kultur und Sehenswürdigkeiten
Seimtschan besitzt ein Heimatmuseum.

## Wirtschaft und Infrastruktur
Die Siedlung ist logistisches Zentrum für die wirtschaftlichen Aktivitäten im Rajon, überwiegend den nach der Wirtschaftskrise der 1990er-Jahre verbliebenen Bergbau (Gold und Silber). In der Umgebung wird Landwirtschaft für die lokale Versorgung betrieben.
Am südöstlichen Ortsrand befindet sich ein Flughafen (ICAO-Code UHMS). Über eine etwa 200 Kilometer lange Trasse, die oberhalb der Siedlung Ust-Srednekan die Kolyma auf einer neuen Brücke überquert, besteht Anschluss an die Fernstraße R504 Kolyma, die in das per Straße gut 500 Kilometer von Seimtschan entfernte Magadan führt.